# 特里什尼什群島
特里什尼什群島是蘇格蘭的群島，位於大西洋海域，屬於內赫布里底群島的一部分，由阿蓋爾-比特負責管轄，面積1.28平方公里，最高點海拔高度103米，島上無人居住。

## 外部連結
- The Hebridean Trust

56°29′49″N 6°25′05″W / 56.497°N 6.418°W